# Kisbér
Kisbér (németül: Beer) város Komárom-Esztergom vármegyében, a Kisbéri járás székhelye. 1277-ben említik írásos emlékek a város nevét.

## Fekvése
A Bakony és a Vértes között északnyugat-délkelet irányban, mintegy 50 kilométer hosszúságban elnyúló, több kilométer széles hasadékvölgy, a Móri-árok északi végénél fekszik; nevezik a Bakony kapujának is.
Közlekedésföldrajzi szempontból kulcsfontosságú területen fekszik. Itt találkozik egymással a Székesfehérvárt Győrrel összekötő 81-es főút, a Komáromtól Kisbérig húzódó 13-as főút és a Tatabánya-Pápa közti útvonal, amely Tatabányától idáig a 8135-ös, innen Veszprémvarsányig a 8218-as, onnan Pápáig pedig (már főútként) a 832-es számozást viseli. Így a város közúton minden irányból jól megközelíthető.
Kisbér közúton Székesfehérvártól 50, Győrtől 36, Tatabányától 35, Komáromtól 26, Pápától 50 kilométer távolságra fekszik; a Budapest és Bécs között húzódó M1-es autópályát pedig a 13-as főúton, Komárom felé haladva 18 kilométer megtétele után érhetjük el.
Néhány alsóbbrendű út is kiindul a város területéről, ilyen a 8207-es út, amely Bakonysárkányra vezet.
A városban keresztezik egymást Komárom-Székesfehérvár, Pápa-Tatabánya vasúti szárnyvonalak is – ez utóbbin azonban 2007. március 4. óta nem közlekednek vonatok.
A város autóbusszal is megközelíthető. A Városház téren, a Penny áruház mellett üzemel a város autóbusz-állomása, ahol számos helyközi és távolsági járat is megáll. Távolsági autóbuszok kötik össze Győrrel, Székesfehérvárral, Dunaújvárossal, Budapesttel, Szegeddel, Péccsel, Szekszárddal, Bonyháddal, Kiskunhalassal és Kiskőrössel.

### Földrajza
Területének földrajzi alakzata a patakvölgyekkel szabdalt síkság. A város határát keleten a Kethelyi-ér, középütt a Török Bálint-ere és a Kutere-patak, nyugaton a Feketevíz-ér szeli át. A patakok felduzzasztásával festői szépségű halastavak keletkeztek: ilyen a Batthyány-tó, a Nagy-tó, a Kőmalom-tó, a Kismalom-tó és a Nádasi-tavak. Határának földrajzi nevei a multat idézik: Ivánka, régen Iwanka theleke (1525), Körtéjes (1358), Kőharaszt alatt, Sós-tó (1668), Kert-alja, Pörös föld, Kis-hegy, Öreg-hegy (1759), Papföld, Fisárja, Zsellér-Páskom, Káposztáskertek, Kender-föld, Talpas-berek (1842) egy kuruc-labanc ütközet emlékét őrzi. Közigazgatási bíráskodásra utal: Vesztőhely (1842). Lótenyésztés emlékét őrzi: Ló-kert (itt tartották a lóversenyeket). Felszínalkotó kőzet az agyagmárga, ami homokkal, kaviccsal, lösszel keveredik. A kibányászható agyagmárga becsült mennyisége 3835 ezer tonna.
Éghajlata nedves kontinentális jellegű, uralkodó szélirány nyugat-északnyugati. Évi középhőmérséklete 9,7 °C. A csapadék sokéves átlaga 650 mm, az éves napfénytartam 2020 óra.
A Bakony lombos erdeinek egy része, mint Nagybéri-, a Hántai-, az Ágazati-és a Saliházi-erdő, a település belterületéig nyúlik le. A faállomány nagy része cser-, tölgy- és gyertyánfa. Az erdők igen gazdagok vadállományban, ezért a térség a vadászok kedvelt szórakozóhelyei közé tartozik. A vadak közül leggyakoribb a szarvas, őz, fácán, ma már kevesebb a nyúl.
Turisztikai szempontból jelentős a védettnek nyilvánított Feketevízi- és Saliházi-erdő.
A várost körülvevő települések mind közlekedés-földrajzilag, mind a gazdasági vonzás tekintetében kisrégiót alkotnak. A vonzáskörzethez 18 település tartozik: Kisbéren felül Ászár, Hánta, Bársonyos, Kerékteleki, Tárkány, Csép, Vérteskethely, Bakonysárkány, Aka, Súr, Ácsteszér, Csatka, Réde, Bakonybánk és Bakonyszombathely.
Közlekedésföldrajzi szempontból optimális környezetben fekszik. Kedvező közlekedési helyzeténél fogva a térség turisztikai szempontból átmenő pontja a Vértes, Bakony, és a Balaton felé irányuló forgalomnak.

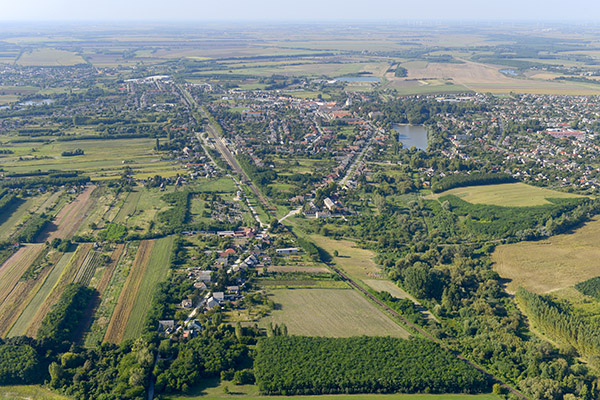
Kisbér légi látképe
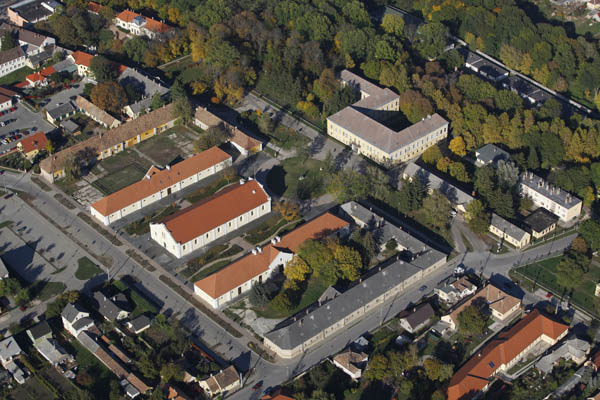
A Batthyany-kastély és a lovarda
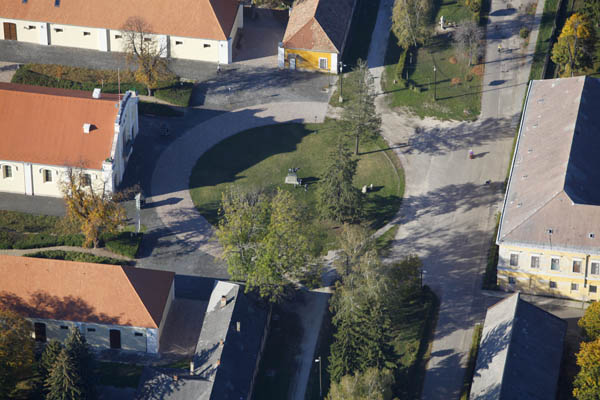
A Kincsem-szobor

## Története
A térség településeit a történelem viharai az elmúlt évezredek során nem kerülték el. A Móri-árok, mint a kelet-nyugat irányt meghatározó összekötő útvonal fontos szerepet töltött be a térség történetében, így ezen a területen az őskor késő szakaszától kezdve szinte minden emberi kultúra nyoma megtalálható. Kisbér kedvező földrajzi fekvése miatt gazdag történelmi múlttal rendelkezik. Az első telepesek 1000-1200 között jelentek meg. Az első írásos feljegyzések 1277-ből ismertek, melyek Beyr (később Beer) néven említik a települést. Kisbért a 16. században a törökök többször elpusztították. A 18. században a Batthyány család birtokába került. E család kiemelkedő személyisége volt gróf Batthyány Kázmér, aki az 1849-es magyar kormány külügyminisztere volt, s aki 1838-ban a felmenőitől megörökölt 30 000 kötetes rohonci családi könyvtárat – benne a Rohonci kódexszel –, Gusztáv bátyjával együtt a Magyar Tudományos Akadémiának ajándékozta. Emigrációja alatt kisbéri birtokát (a ménessel együtt) elkobozták. 1853-ban Ferenc József császár itt alapította meg a helyi lótenyésztést és – a vele kapcsolatos szakértelmet felhasználva – a kisbéri királyi ménest. A Kisbéri Ménes alapításának első írásos nyoma egy 1852. július 9-én keltezett dokumentum. 1850 (?) körül Piberből a teljes pótló és katonai lóállományt Kisbérre szállították, Pibert pedig lipicai lovakra állították át.)
1977-ben közigazgatásilag Kisbérhez csatolták Ászár községet is, de a rendszerváltás után az ászáriak körében egyre erősebbé vált az újbóli önállóságra irányuló törekvés. Az első ilyen célú népszavazás (1992) eredménytelenségét követően 1999-ben újból népszavazást tartottak a különválásról, ezúttal már eredményesen. Jogilag Ászár a 2002-es magyarországi önkormányzati választással, 2002. október 20.-tól szakadt el Kisbértől.

## Közélete

### Polgármesterei
- 1990–1994: Dr. Bozori Endre (független)[4]
- 1994–1998: Dr. Bozori Endre (független)[5]
- 1998–1999: Dr. Udvardi Erzsébet (AVE-Fidesz-MDF)[6]
- 1999–2002: Dr. Udvardi Erzsébet (AVE-Fidesz)[7][8]
- 2002–2006: Dr. Udvardi Erzsébet (Fidesz)[9]
- 2006–2010: Dr. Udvardi Erzsébet (Fidesz-KDNP)[10]
- 2010–2014: Dr. Udvardi Erzsébet (Fidesz-KDNP)[11]
- 2014–2019: Sinkovicz Zoltán (Fidesz-KDNP)[12]
- 2019–2024: Sinkovicz Zoltán (Fidesz-KDNP)[13]
- 2024– : Sinkovicz Zoltán (Fidesz-KDNP)[1]

### Országgyűlési képviselői
- 2018–2022: Czunyiné dr. Bertalan Judit (Fidesz-KDNP)
- 2022– : Czunyiné dr. Bertalan Judit (Fidesz-KDNP)

## Gazdaság
Kisbér a Bakony – Vértes – Kisalföld közötti térség kereskedelmi centruma.

## Nevezetességei

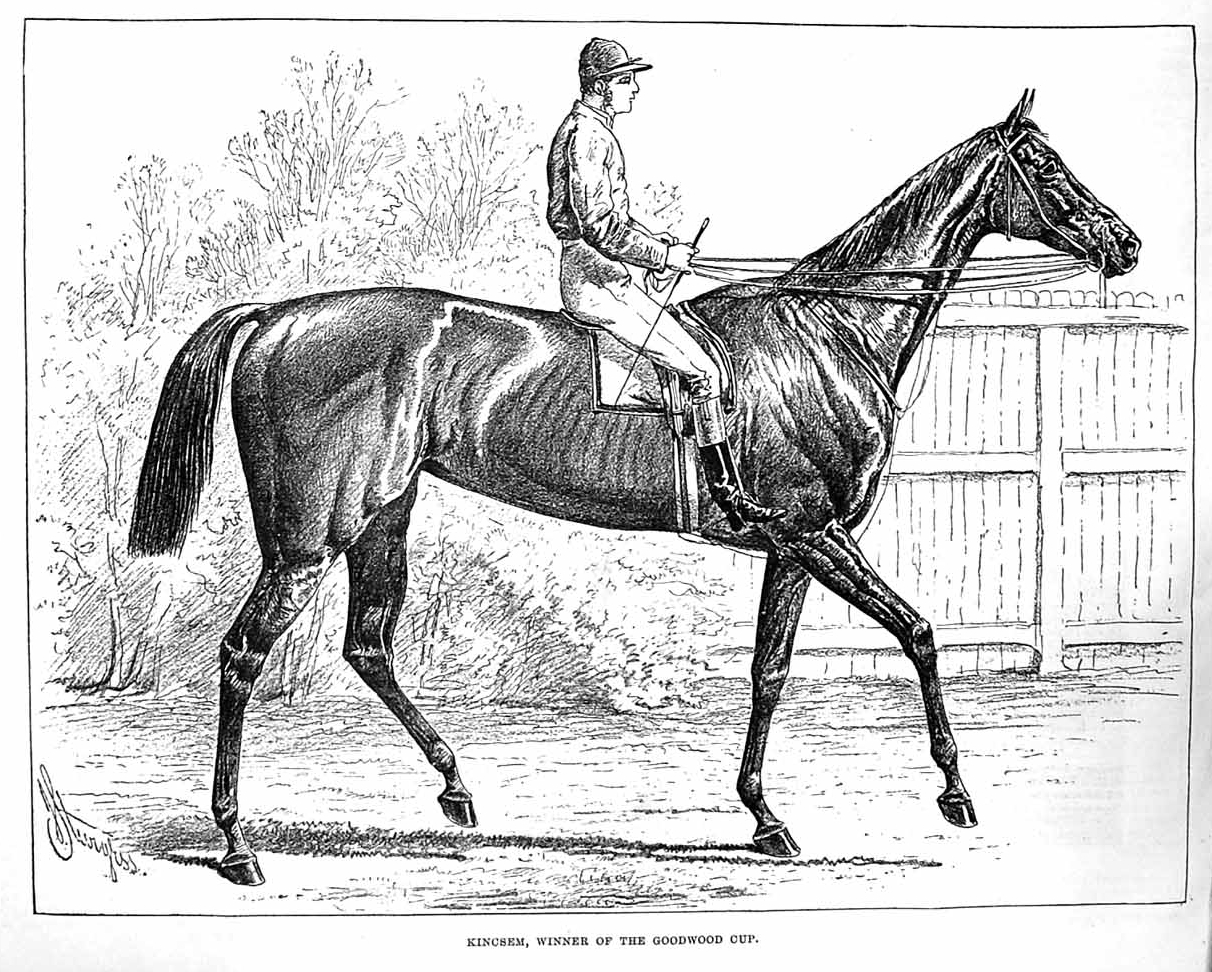
Kincsem a magyar csodakanca Angliában, illusztráció, The Illustrated London News, 1878)

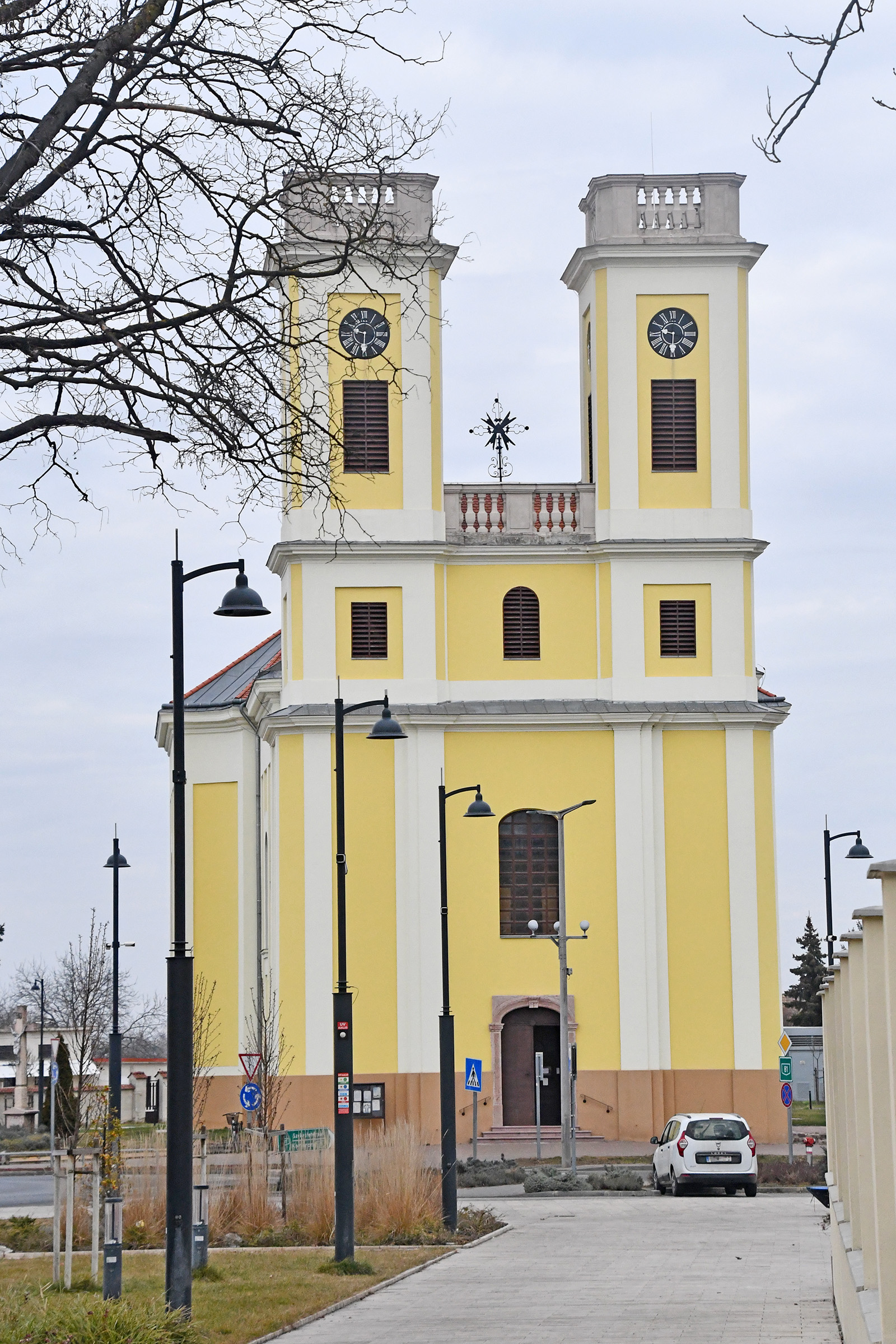
A római katolikus plébániatemplom

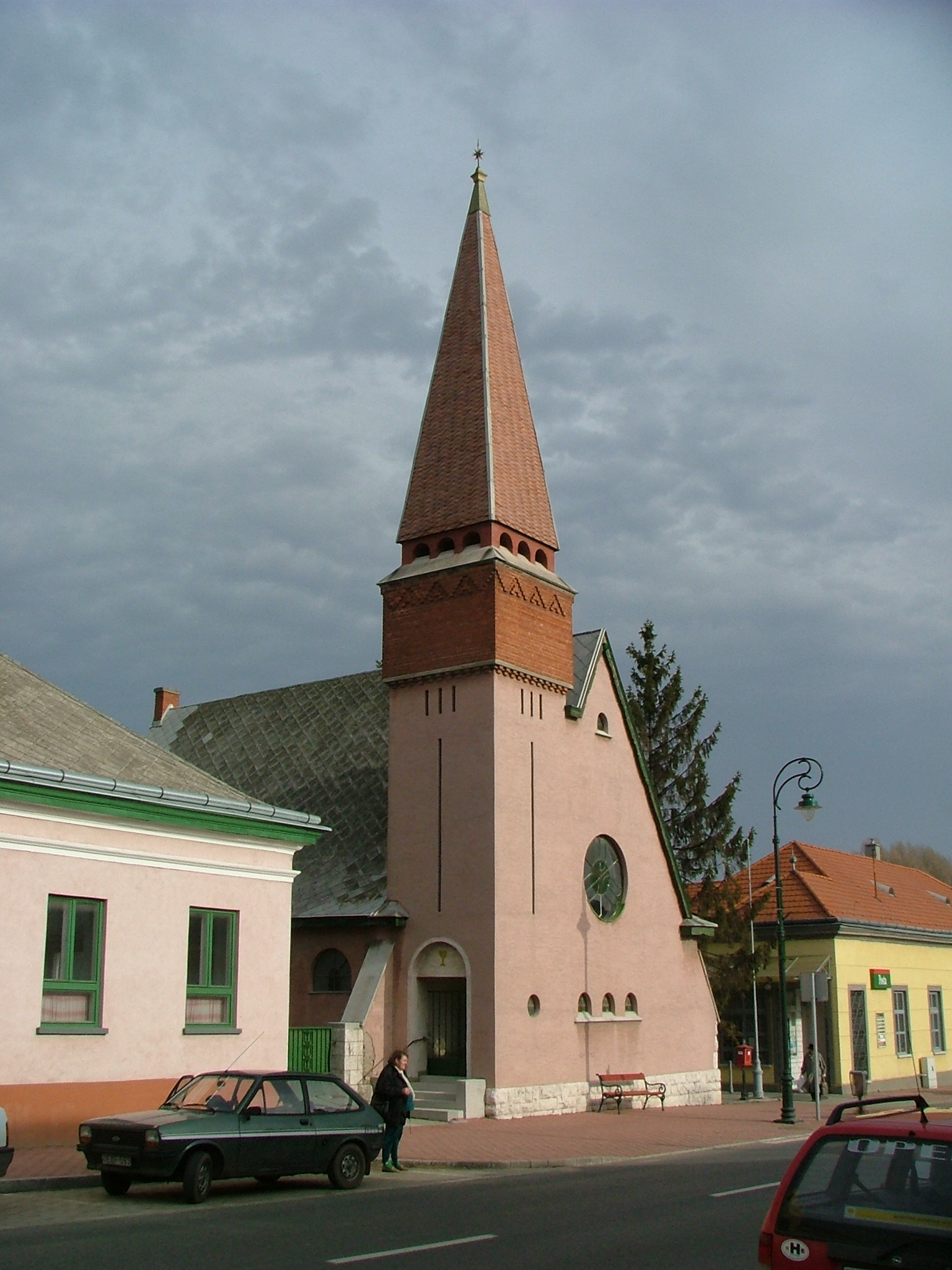
A református templom

Kisbér az 1800-as évektől röviddel a II. világháború utáni időkig a magyar lótenyésztés fellegvára volt. Az itteni ménesben tenyésztették ki a híres kisbéri félvért. 1874. március 17-én a ménesben született a „verhetetlen csodakanca,” Kincsem és 1960. február 14-én pedig Imperiál, a 20. század legjobb tenyésztésű magyar versenylova. Itt született a Kisbér nevű szintén angol telivér versenyló 1873-ban. Megnyerte az az idő tájt 3 legrangosabb versenyt. Platty József százados Kisbér LE színeiben az 1936-os olimpián Sellő nevű lovával bronzérmet szerzett. Ezidáig ez a legjobb olimpiai díjugrató eredményünk. A bronzérem 7 pontot jelentett, ezzel 3. helyezett lett Magyarország az összesített éremtáblázatban.
A lótenyésztés emlékét őrző ménesbirtokot több épület együttese: Batthyány-kastély (a későbbi kórház), Királyi Lovarda és az ehhez tartozó istállórendszer és a tisztikaszinó (ma: Polgármesteri Hivatal) alkotja.
- Batthyány-kastély

1770-ben épült barokk stílusban, majd 1840-ben klasszicista stílusban építtette át Batthyány Gusztáv, az angol telivér magyarországi meghonosítója.át.
Az épületben sokáig kórház működött. Jelenleg üresen áll.
- Török-kúria
- Méneskari kórház

Elsősorban katonakórházként működött, de kezeltek polgári betegeket is. A háború után általános iskolaként használták, jelenleg felújítás és jelentős hozzáépítés, átalakítás után ismét kórház.
- Királyi Lovarda

A Magyar Királyi Lovardát 1858-ban gróf Batthyány Kázmér építtette a Batthyány-kastéllyal szemben. Máig Közép-Európa legnagyobb alátámasztás nélküli fedett lovardájának számít.
- Tiszti kaszinó

Épületében a háború után kollégiumot hoztak létre, ma a polgármesteri hivatal működik benne.
A királyi lovarda előtt áll Wenckheim Béla szobra, Fadrusz János alkotása. Eredetileg a Pokoldombon állt. (Wenckheim Béla az angol félvér lófajta tenyésztésével kapcsolatban szerzett érdemeket)
- Nagyboldogasszony római katolikus templom

A település barokk stílusú műemlék római katolikus temploma 1783-ban épült. Gyönyörű késő barokk főoltárát és copf stílusú gazdagon díszített szószékét 1788-ban készítették. A templomot 1825-ben gróf Batthyány Antal József klasszicista stílusban átépíttette és két csonka toronnyal bővíttette. A templomot 1938-ban Döbrentei Gábor tervei alapján freskókkal díszítették, üvegablakait 1982-ben Mohay András festette. A templom tetőszerkezete 2012-ben teljes felújításra került, majd 2020-2021-ben az egész templom külseje-belseje teljesen át lett festve.
- Református templom
- 1770 táján készült Nepomuki Szent János szobor
- Magyarországi Mini-Mundus műemlékmodell-bemutató
- Kisbéri-tó
- Park és a Majális-tér
- Kiskastély és helytörténeti múzeum
- Főtér

A város főtere 2021-2022 folyamán nyerte el jelenlegi képét, egy korábban ott állt áruházépület elbontásával. A régi-új főtér a városközponti körforgalom és a helyi gimnázium mellett található; oda került az első világháborús hősi emlékmű is, ami sokáig a katolikus templom mellett állt.
- Mini Magyarország Maketttpark

A kisbéri-tó mellett található kiállítás Magyarország fő nevezetességeit mutatja be, például a Parlamentet, a Dunakanyart, a Tatai várat, a Kilenclyukú hídat, a Tihanyi Apátságot, a Turul szobrot és a Cifra palotát kisebb makettek formájában. Néhány kiállított makett mellett ember alakú táblákat találhatunk, amely az adott nevezetesség nagyságát érzékelteti.

## Népesség
A település népességének változása:
| Lakosok száma | 5432 | 5368 | 5336 | 5471 | 5554 | 5514 |
|               | 2013 | 2014 | 2018 | 2022 | 2023 | 2024 |

A 2011-es népszámlálás során a lakosok 84,5%-a magyarnak, 2,1% cigánynak, 0,9% németnek mondta magát (15,3% nem nyilatkozott; a kettős identitások miatt a végösszeg nagyobb lehet 100%-nál). A vallási megoszlás a következő volt: római katolikus 47,1%, református 9,5%, evangélikus 3,8%, görögkatolikus 0,3%, felekezeten kívüli 10,3% (28,3% nem nyilatkozott).
2022-ben a lakosság 90,2%-a vallotta magát magyarnak, 0,9% cigánynak, 0,8% németnek, 0,5% ukránnak, 0,1-0,1% örménynek, bolgárnak és románnak, 2,1% egyéb, nem hazai nemzetiségűnek (9,3% nem nyilatkozott; a kettős identitások miatt a végösszeg nagyobb lehet 100%-nál). Vallásuk szerint 38,6% volt római katolikus, 8,6% református, 3,3% evangélikus, 0,2% görög katolikus, 0,5% egyéb keresztény, 0,9% egyéb katolikus, 10,7% felekezeten kívüli (37% nem válaszolt).

## Itt születtek, itt éltek
- Riszdorfer Ödön (Batthyánypuszta, 1893, szept. 26. – ? 1944.) a fényképezőgép magyar tökéletesítője, fejlesztette a megvilágítási idő automatizálását.
- Bárány Nándor (Kisbér, 1899. május 3-Budapest, 1977 október 6) gépészmérnök, egyetemi tanár, Kossuth-díjas, a Magyar Tudományos Akadémia tagja, az alkalmazott optika hazai úttörője.
- Baumhorn Lipót, építész. A magyarországi zsinagógaépítészet kétségtelenül legnagyobb egyénisége. A nagy (kupolás) terek szecessziós jellegű megoldásában egyedülálló és szinte iskolát teremtő módon járt el.
- Csuthy Gyula (Kisbér, 1895. június 3. - ?) igazgató-tanár, posztumusz vezérőrnagy.
- Török János (Kisbér, 1907. május 17. – Mosonmagyaróvár, 1969. június 17.) állatorvos, higiénikus, egyetemi tanár.
- Korda Dezső (Kisbér, 1864. január 8. – Zürich, 1919. április 1.) mérnök, az első elektromos autó konstruktőre.
- Krekó Béla (matematikus) (Kisbér, 1915. szeptember 29. – Budapest, 1994. december 7.) matematikus, közgazdász, egyetemi tanár.
- Orbán Miklós (Ászár, 1939. április 29.) Széchenyi-díjas kémikus, egyetemi tanár, a Magyar Tudományos Akadémia rendes tagja. Az izotópcsere-reakciók kutatásának neves tudósa.
- Dzinich Csaba (Kisbér, 1942.) orvos professzor, kandidátus, érsebész
- Renner Gusztáv (Alhó (Vas vármegye), 1845. január 16–1908) – jószágkormányzó, a kisbéri ménesbirtok igazgatója volt 1880. október 1-től 1891. április 30-ig.
- Komáromy Éva (Kisbér, 1939. január 31. – Miskolc, 2017. november 24. előtt) Déryné-díjas színésznő, a Miskolci Nemzeti Színház örökös tagja
- Hász István (Kisbér, 1884. december 22. – Einsiedeln [Svájc], 1973. január 27.) római katolikus pap, tábori püspök, vezérőrnagy

## Kisbérhez köthető kiemelkedő sporteredmények
- Platthy József százados az 1936. évi berlini olimpián lovaglásban bronzérmet szerzett (és ezzel Magyarország eddigi egyetlen olimpiai érmét ebben a sportágban); az olimpia idején a Kisbéri LE tagja volt, később belovaglóedzőként is dolgozott a kisbéri ménesnél.
- Zsivótzky Gyula, aki kalapácsvetésben az 1960-as római olimpián ezüst, az 1964-es tokiói olimpián ugyancsak ezüst-, az 1968-as mexikóvárosi olimpián pedig aranyérmet szerzett, a város lakója volt (2014 óta a nevét őrzi a városi sportcsarnok is).

## Testvérvárosai
- Németország, Eslohe
- Szlovákia, Gúta
- Románia, Aranyosgyéres